# Francisco Villa, Macuspana
Francisco Villa är en ort i Mexiko.   Den ligger i kommunen Macuspana och delstaten Tabasco, i den sydöstra delen av landet, 700 km öster om huvudstaden Mexico City. Francisco Villa ligger 32 meter över havet och antalet invånare är 659.
Terrängen runt Francisco Villa är platt söderut, men norrut är den kuperad. Runt Francisco Villa är det ganska tätbefolkat, med 65 invånare per kvadratkilometer. Närmaste större samhälle är Macuspana, 12,2 km norr om Francisco Villa. Trakten runt Francisco Villa består till största delen av jordbruksmark.